# 窒息 (2018年電影)
《窒息》（英語：Suspiria，拉丁語：[sʊsˈpɪria]）是一部2018年上映，並由美國和義大利合拍的奇幻恐怖歷史劇情片，靈感取自達利歐·阿基多電影《阴风阵阵》（1977年）。由盧卡·格達戈尼諾執導，大衛·凱嘉尼區（David Kajganich）撰寫劇本，其主演包括達珂塔·強生、蒂妲·絲雲頓、米亞·高斯、安吉拉·溫克勒、英格麗·卡文、艾琳娜·福金娜（Elena Fokina）、希薇·泰絲特、芮妮·索滕代克、克莉絲汀·李布泰（Christine LeBoutte）、瑪高莎·貝拉及克蘿伊·摩蕾茲，另外亦包括原版電影主角潔西卡·哈波的客串，這次的哈波在該片中飾演不同的角色。
《窒息》於2018年9月在第75屆威尼斯影展上首映，後由亞馬遜影業定於2018年10月26日起於洛杉磯及紐約市有限上映，並於2018年11月2日起才在全美各地上映。

## 劇情
1977年，德國正值於冷戰時期。少女派翠西亞欲參與革命而離開柏林當地知名的頂尖舞蹈學校─馬可斯舞蹈學院，於離開柏林前探望了心理醫生約瑟夫。約瑟夫對其所言的舞團所發生之事產生疑惑。也使其回想起與他逝去的妻子的過往。不久後派翠西亞便失蹤了。
另一位來自美國的少女蘇西前往柏林就讀馬可斯舞蹈學院，藝術總監白夫人對她的表現非常青睞，便想她取替派翠西亞培養成下一個明日之星，而派翠西亞的好友莎拉及歐嘉也告訴了蘇西於舞團所發生的事。
自派翠西亞失蹤及歐嘉離奇死亡後，蘇西的到來也使靈異現象接二連三的發生，而隨著蘇西一步步取代舞團首席，蘇西也變得越來越怪異。莎拉也漸漸發現學校深處的腥風血雨。而約瑟夫也將慢慢揭開這所由白夫人領導的學院背後的黑暗歷史。而發生的一切也記錄了柏林在歷史中被遺忘的一面。

## 演員
- 達珂塔·強生 飾 蘇珊娜·「蘇西」·班尼恩（Susanna "Susie" Bannion）
- 蒂妲·絲雲頓 飾 白夫人（Madame Blanc）／約瑟夫·克倫佩勒醫生（Dr. Jozef Klemperer）[註 1]／海倫娜·馬可斯（Mother Helena Markos）
- 米亞·高斯 飾 莎拉·西姆斯（Sara Simms）
- 潔西卡·哈波（英语：Jessica Harper） 飾 安克·邁爾（Anke Meier）
- 艾琳娜·福金娜（Elena Fokina） 飾 歐嘉·伊凡諾娃（Olga Ivanova）
- 克蘿伊·摩蕾茲 飾 派翠西亞·亨格爾（Patricia Hingle）
- 瑪高莎·貝拉 飾 巴農太太／死神（Mrs. Bannion / Death）
- 安吉拉·溫克勒（英语：Angela Winkler） 飾 透納女士（Miss Tanner）
- 英格麗·卡文（英语：Ingrid Caven） 飾 文德蓋斯特女士（Miss Vendegast）
- 希薇·泰絲特 飾 葛瑞菲斯女士（Miss Griffith）
- 芮妮·索滕代克（英语：Renée Soutendijk） 飾 浩爾女士（Miss Huller）
- 克莉絲汀·李布泰（Christine LeBoutte）

## 發行
《窒息》最先於2018年9月在第75屆威尼斯影展上首映，並由亞馬遜影業定於2018年11月2日在北美廣泛上映；在此前，該片於2018年10月26日起於洛杉磯及紐約市有限上映。
在2018年CinemaCon的午餐會期間，官方放映了該片的部分片段。據報導，該片段非常激烈，且會讓在場的人受到「精神創傷」；片中展現了達珂塔·強生的角色在芭蕾工作室中被她苛刻的導師（蒂妲·絲雲頓飾演）作指導，且在同一個工作室的另一間房間中，能看見女性學員們為訓練而做出扭曲肢體的動作。/Film網站的彼得·希瑞塔（Peter Scrietta）描述該片段為「非常可怕、不忍直視。這部電影會令大多數人感到不安。」
該片的首支預告片於2018年6月4日在網上釋出。

## 附註
1. ↑  曾用假名魯茲·埃伯斯多夫飾演約瑟夫。

## 外部連結
- 互联网电影数据库（IMDb）上《窒息》的资料（英文）
- 爛番茄上《窒息》的資料（英文）
- Metacritic上《窒息》的資料（英文）
- 豆瓣电影上《窒息》的資料 （简体中文）